# Nicolaas Laurens Burman
Nicolaas Laurens Burman (o Nicolaus) ( 1734, Ámsterdam- 1793) fue un botánico neerlandés.
Era hijo del botánico Johannes Burman (1707-1780). Y sucede a su padre en la cátedra de Botánica de la Universidad de Ámsterdam. Siguió los cursos de Carlos Linneo (1707-1778) en la Universidad de Upsala en 1760.

## Obras
- Flora indica (en latín). Leiden: Cornelius Haek. 1768. que completará Johann Gerhard König (1728-1785).
- Specimen botanicum de geranio, quod favente summo numine ex auctoritate magnifici rectoris, Jo. Nic. Seb. Allamand, ... nec non amplissimi senatus academici consensu, & nobilissimae facultatis medicae decreto, pro gradu doctoratus, ... eruditorum examini subjicit Nicolaus Laurentius Burmannus. Leiden 1759 - Disertación con Kasimir Christoph Schmidel
- Flora Indica: cui accedit series zoophytorum Indicorum, nec non prodromus florae Capensis. Ámsterdam 1768
- Flora Corsica. In: Nova Acta Physico-Medica Academiae Caesareae Leopoldino-Carolinae Naturae Curiosorum vol. 4, 1770
- Pharmacopoea Amstelodamensis Nova. Ámsterdam 1792

- La abreviatura «Burm.f.» se emplea para indicar a Nicolaas Laurens Burman como autoridad en la descripción y clasificación científica de los vegetales.[1]

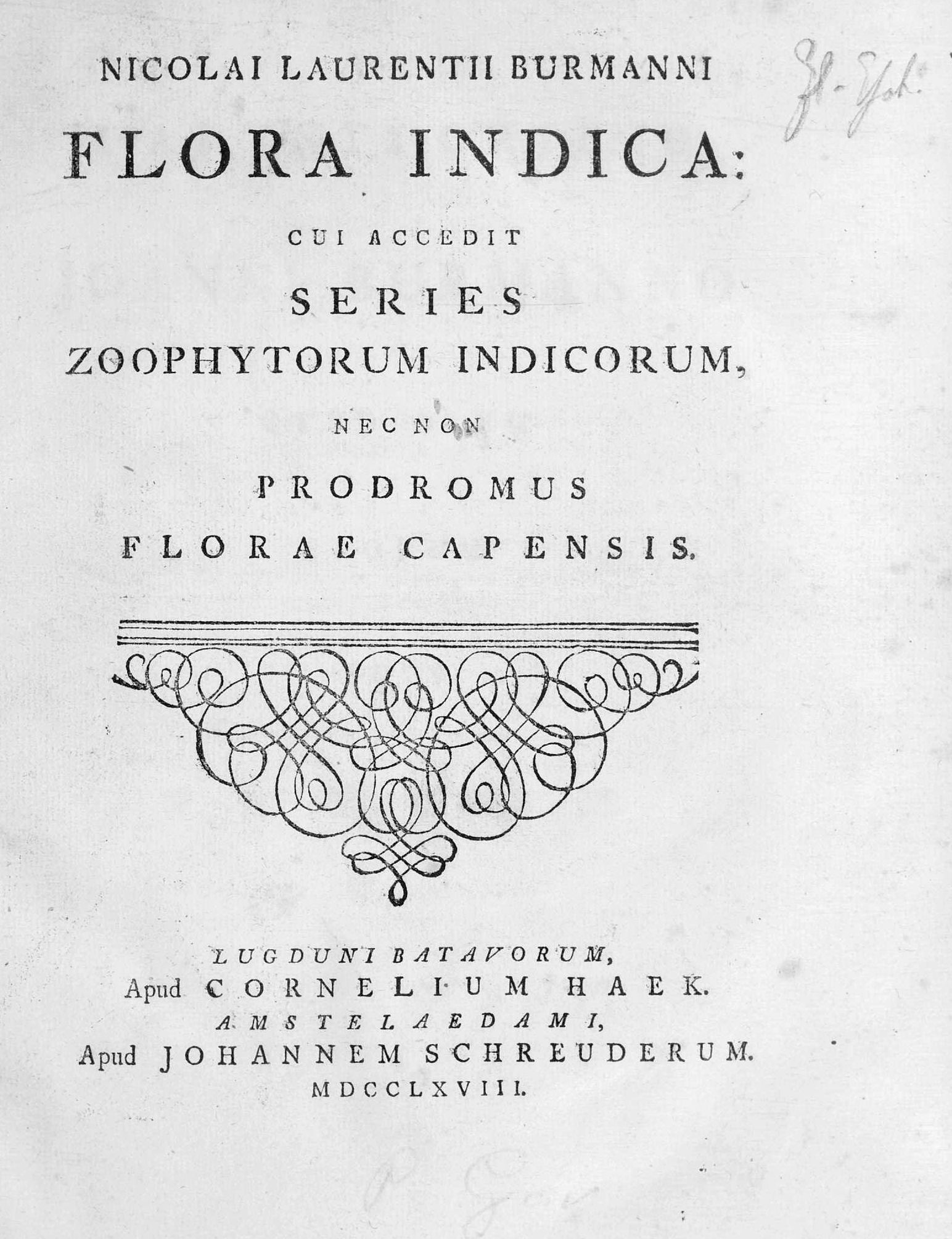
Flora indica, 1768
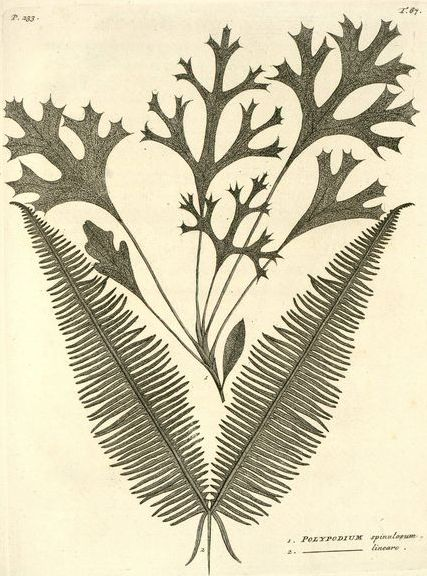
Flora indica, 1768